# 万年県 (北京市)
万年県（まんねん-けん）は中華人民共和国北京市にかつて存在した県。現在の昌平区南西地域に相当する。
南北朝時代、北魏により燕州昌平郡の下に設置された。583年（開皇3年）、隋朝により廃止され、昌平県に統合された。